# Rhythm 0

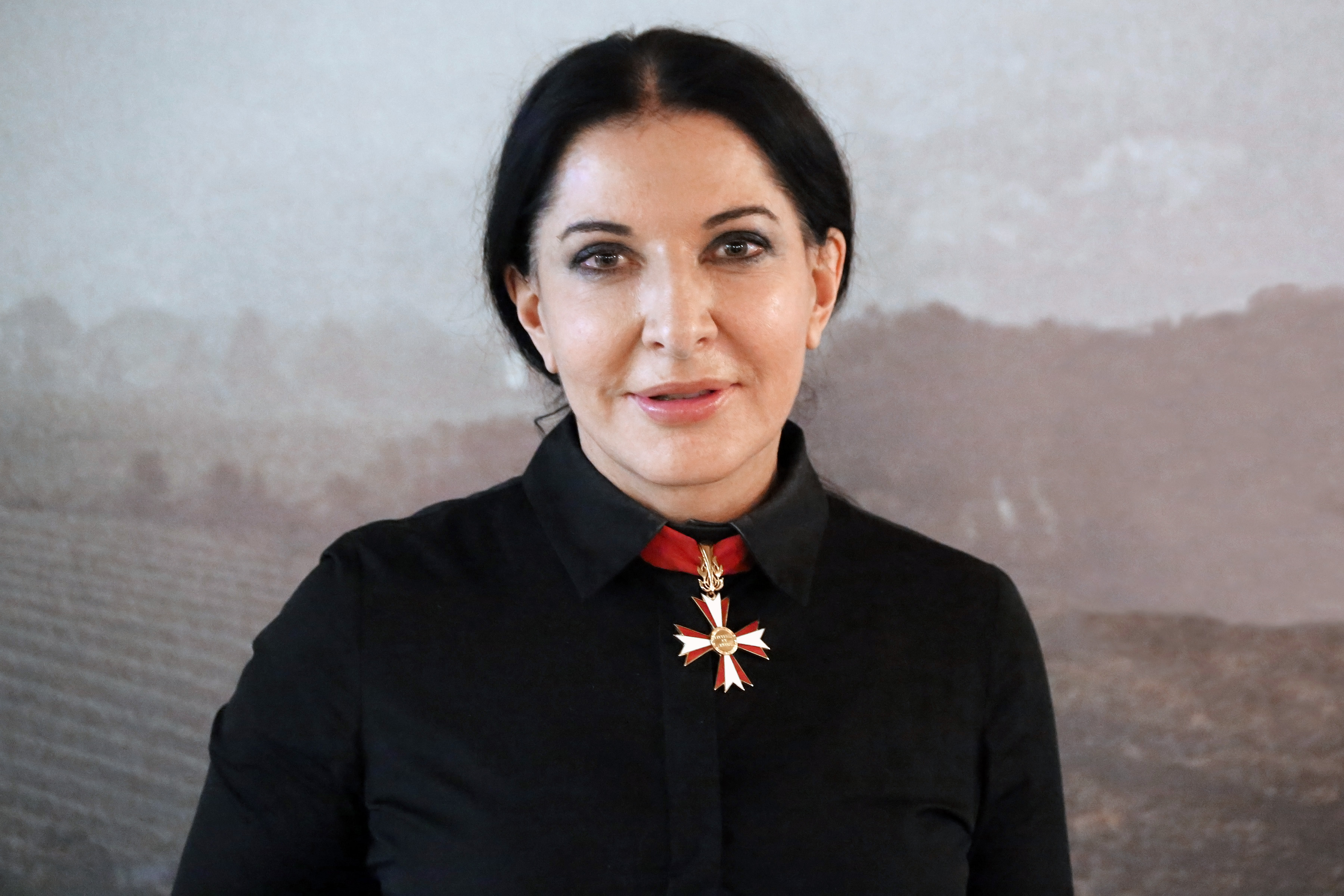
Marina Abramović en 2012.

Rhythm 0 est une œuvre d'art de performance de six heures de l'artiste serbe Marina Abramović ayant eu lieu à Naples, dans la galerie de Giuseppe Morra en 1974.
Durant celle-ci, Marina Abramović se tient immobile pendant que le public est invité à lui faire ce qu'il souhaite, en utilisant notamment les 72 objets qu'elle avait placés sur une table devant elle. Parmi ceux-ci, se trouvent, notamment, une rose, une plume, un parfum, du miel, du pain, des raisins, du vin, des ciseaux, un scalpel, des clous, une barre en métal, et un pistolet chargé d'une balle,.
Abramović et les visiteurs se situent dans le même espace, indiquant clairement que ces derniers faisaient partie de l'œuvre. Le but de la pièce, d'après elle, est de savoir jusqu'où irait le public : « De quoi parle le public et que va-t-il faire dans ce genre de situation ? ».

## Performance
Ses instructions sont : 

« Instructions.

Il y a 72 objets sur la table que n'importe qui peut utiliser sur moi comme il le désire.

Performance.

Je suis l'objet.

Pendant cette période, je prends l'intégralité de la responsabilité.

Durée: 6 heures (20h – 2h). »

Abramović déclare que cette expérience "a poussé son corps aux limites". Les visiteurs sont doux au début, lui offrant par exemple une rose ou un baiser. Le critique d'art Thomas McEvilley, qui était présent, décrit ensuite :

« Ça a commencé docilement. Quelqu'un l'a fait tourner sur elle-même. Quelqu'un a mis ses bras en l'air. Quelqu'un l'a touchée de façon assez intime. La nuit napolitaine a commencé à chauffer. Au bout de trois heures, tous ses vêtements ont été coupés avec des lames de rasoir. Une heure plus tard, les mêmes lames ont commencé à explorer sa peau. Sa gorge a été tranchée pour que quelqu'un puisse sucer son sang. Diverses agressions sexuelles ont été commises sur son corps. Elle était tellement attachée à sa performance qu'elle n'aurait pas résisté à un viol ou à un meurtre. Face à son abdication de la volonté, avec son effondrement implicite de la psychologie humaine, un groupe de protection a commencé à se définir dans le public. Lorsqu'un pistolet chargé a été poussé sur la tête de Marina et que son propre doigt a été placé autour de la gâchette, une bagarre a éclaté entre les factions du public.", »

Abramović déclare plus tard : « Ce que j'ai appris, c'est que si vous laissez le public décider, ils peuvent vous tuer. Je me suis sentie vraiment violée : ils ont découpé mes vêtements, planté des épines de rose dans mon ventre, une personne a pointé le pistolet sur ma tête et un autre lui a retiré. Cela a créé une atmosphère agressive ».
Lorsque la galerie, après six heures, annonce que la performance est terminée et qu'Abramović recommence à bouger, le public s'échappe, incapable de lui faire face en tant que personne.

## Accueil
Rhythm 0 est classé neuvième sur une liste du magazine Complex des plus grandes œuvres d'art de la performance jamais réalisées.